# Hoya bandaensis
Hoya bandaensis ist eine Pflanzenart der Gattung der Wachsblumen (Hoya) aus der Unterfamilie der Seidenpflanzengewächse (Asclepiadoideae). 

## Merkmale
Hoya bandaensis ist eine epiphytische, hoch kletternde Pflanze mit windenden Trieben. Die fleischigen, biegsamen Triebe sind verzweigt, aber wenig beblättert und kahl. Die Blätter sind gestielt, die Blattstiele sind 1,5 cm lang und dick. Die fleischigen Blattspreiten sind elliptisch, 10 bis 12 cm lang und mittig 5 bis 7 cm breit. Die Basis ist spitz und der Apex ist ebenfalls spitz. Ober- und Unterseite sind kahl.  
Der doldenförmige Blütenstand ist vielblütig. Blütenstandsstiel und Blütenstiele sind kahl, fadenförmig in etwa gleich lang, 3 bis 3,5 cm. Die Kelchblätter sind 3 mm lang und lanzettlich zugespitzt. Die Ränder sind mit sehr feinen Zilien besetzt; ansonsten sind aber kahl. Die weiße Blütenkrone ist radförmig und misst 1,4 cm im Durchmesser. Die Kronblattzipfel sind eiförmig-dreieckig, außen kahl, innen fein und dicht papillös. Die Ränder sind zurück gebogen. Die fleischigen Nebenkronenzipfel sind horizontal ausgebreitet. Der innere Fortsatz ist rhombisch mit geschnäbelter Spitze, der äußere Fortsatz ist viereckig und der Apex mittig gespalten (bifid). Die Staubbeutel sind quadratisch-trapezoidal, die durchsichtigen Anhänge eiförmig und zugespitzt. Die Pollinien sind länglich, am Apex schief nach innen abgestutzt. Der äußere durchsichtige Rand ist kielartig ausgebildet. Die Caudiculae sind sehr kurz. Das Corpusculum ist rhombisch, sehr klein mit zwei Spitzen am unteren Ende. Es ist weniger als ein Viertel so lang wie die Pollinien. Der Griffelkopf ist kurz-kegelförmig.

## Ähnliche Art
Die Blüten ähneln den Blüten von Hoya diversifolia, sie sind auch etwa gleich groß. Diese Art unterscheidet sich aber in der Form der Blattspreiten.

## Geographische Verbreitung und Habitat
Das Verbreitungsgebiet der Art ist auf die Banda-Inseln, Provinz Maluku, Indonesien beschränkt. Das Typusexemplar wurde im Unterholz unterhalb des Gipfels des Gunong Api gefunden. Die Pflanze blühte dort im Oktober 1901.

## Taxonomie
Das Taxon wurde 1908 von Rudolf Schlechter beschrieben. Der Holotypus wird unter der Nummer R. Schlechter #13663 im Herbarium des Botanischen Garten in Berlin aufbewahrt. Die Plants of the World online akzeptiert Hoya bandaensis als gültiges Taxon.